# Бережа (платформа)
Бере́жа (бел. Бярэжа) — пассажирский железнодорожный остановочный пункт Минского отделения Белорусской железной дороги на линии Минск — Барановичи между станцией Фаниполь и остановочным пунктом Пятигорье. Остановочный пункт расположен рядом с одноимённой деревней и деревней Антосино. На расстоянии в один километр от платформы проходит дорога Р1 (Минск — Дзержинск).

## История
Платформа известна с середины 1960-х годов, железная дорога была введена в эксплуатацию ещё в 1871 году. В 1975 году остановочный пункт был электрифицирован переменным током (~25 кВ) в составе участка Минск — Столбцы.
В 2019—2020 году на остановочном пункте были проведены работы по капитальному ремонту и модернизации, для дальнейшей организации перевозок пассажиров поездами городских линий между городом Минском и городом-спутником Дзержинском. На платформе асфальтное покрытие было заменено на тротуарную плитку, отремонтирован пассажирский павильон, заменены опоры и светильники, обустроены автомобильные площадки.

## Устройство станции
Железнодорожный остановочный пункт представляет собой две низкие прямые боковые платформы, длиной по 220 метров. Пересечение железнодорожных путей осуществляется по двум наземным пешеходным переходам, пассажирский павильон и билетная касса расположена на платформе в направлении Минска.

## Пассажирское сообщение
На платформах остановочного пункта ежедневно останавливаются семь пар электропоездов региональных линий экономкласса (пригородных электричек) до станции Барановичи-Полесские и столько же до станции Столбцы. Один утренний поезд проезжает платформу транзитом, без остановки. Время в пути до Минска составляет — 40-45 минут, до Столбцов — 1 час 5 минут, до Барановичей — 2 часа 30 минут.
Платформа обслуживает жителей деревень Бережа, Антосино и Ружамполь Дзержинского района, а также дачников садоводческих товариществ «Надежда-ИНВ», «Подбережье» и «Генетик».